# Stylosant

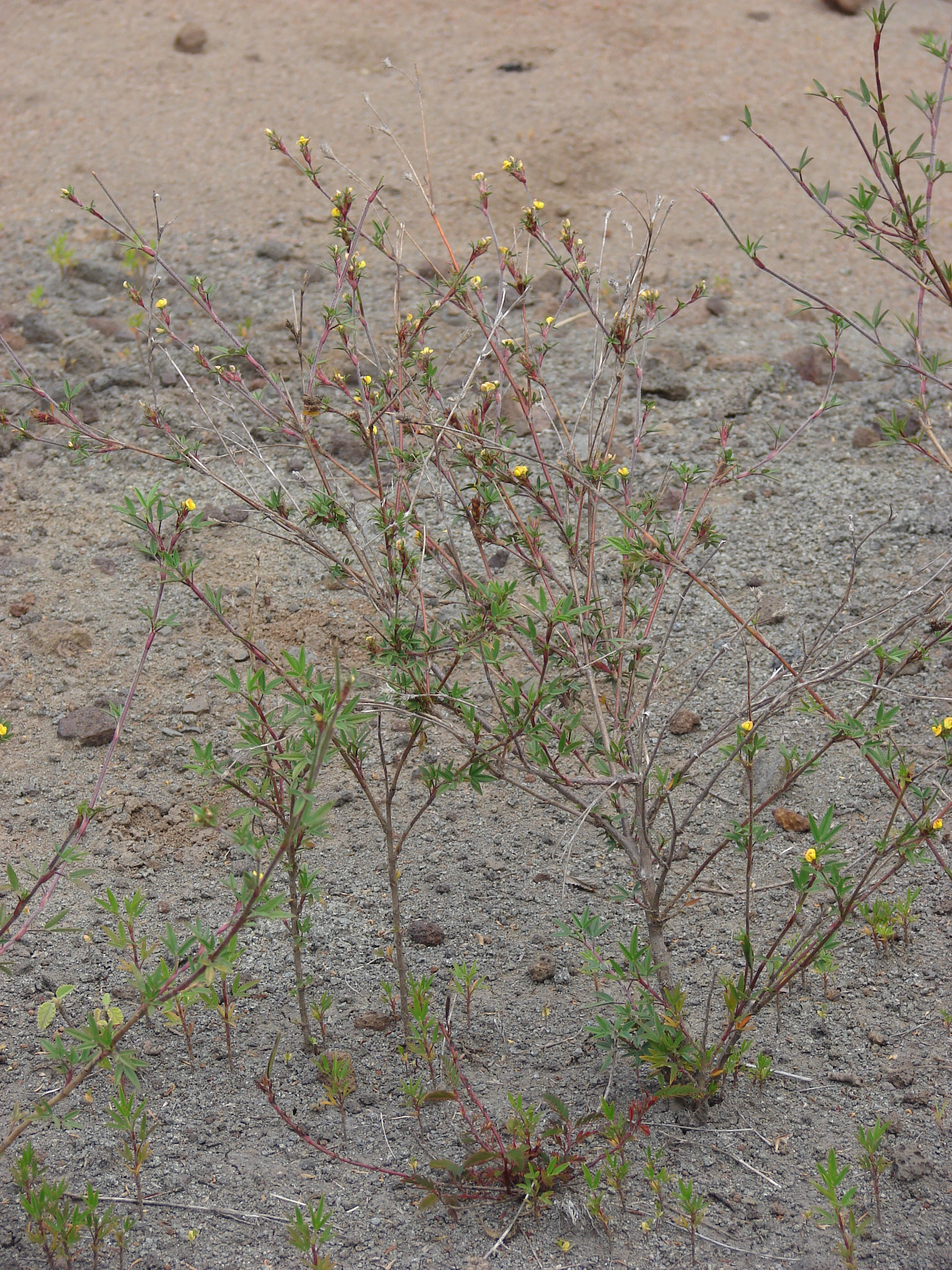
Suchomilný druh Stylosanthes scabra

Stylosant (Stylosanthes) je rod rostlin z čeledi bobovité. Zahrnuje asi 40 druhů bylin a polokeřů, pocházejících zejména z tropické Ameriky a dnes rozšířených v teplých oblastech celého světa. Stylosanty mají trojčetné listy a žluté nebo oranžové motýlovité květy. V některých oblastech světa jsou to důležité pícniny, dobře snášející sucho.

## Popis
Stylosanty jsou vytrvalé, přímé nebo poléhavé, beztrnné byliny až polokeře. Listy jsou zpeřeně trojčetné, složené z téměř přisedlých lístků. Palisty jsou vytrvalé, přirostlé k bázi řapíku. Květy jsou drobné, motýlovité, uspořádané v chudých úžlabních nebo vrcholových klasech, někdy i jednokvětých. Kalich je trubkovitý, zakončený 5 laloky, s jedním lalokem úzkým a samostatným a 4 laloky srostlými. Koruna je žlutá až oranžová, s okrouhlou pavézou a kratšími křídly a člunkem. Tyčinek je 10 a jsou jednobratré. Semeník je čárkovitý, téměř přisedlý a obsahuje 2 až 3 vajíčka. Čnělka je tenká a přímá, nesoucí velmi drobnou vrcholovou bliznu. Plodem je drobný, plochý, nepukavý struk složený většinou ze 2 článků, z nichž koncový bývá plodný a spodní je buď plodný nebo zakrnělý a sterilní. Semena jsou zploštělá, vejcovitá až ledvinovitá.

## Rozšíření
Rod stylosant zahrnuje 41 druhů. Většina druhů se vyskytuje v tropické Americe. Centrum druhové diverzity je v Jižní Americe, zejména v Brazílii. V tropech Starého světa roste pouze několik původních druhů, vyskytujících se v Africe, Madagaskaru, Indii, jihovýchodní Asii i Nové Guineji.
V USA se vyskytuje S. biflora a zasahují sem druhy S. viscosa, S. calcicola a S. guianensis.
Některé druhy stylosantu byly zavlečeny do tropů celého světa včetně Austrálie, zejména S. guianensis a S. humilis. V Evropě není tento rod zastoupen.
Stylosanty rostou na různých stanovištích od tropů po teplé oblasti mírného pásu. Vyskytují se zejména v oblastech se sezónním obdobím sucha. Rostou na písčitých či kamenitých půdách, v lesích, křovinách i travnatých pláních, podél řek, v příkopech a na starých obdělávaných půdách.

## Význam
Stylosanty patří v některých oblastech světa mezi důležité pícniny, snášející i sucho. Využívají se také jako zelené hnojení, krycí rostliny na plantážích a podobně.